# Cessna 177
El Cessna 177 es un avión ligero de ala alta diseñado para complementar y posteriormente reemplazar a los Cessna 172. Anunciado en 1967, fue fabricado entre 1968 y 1978.

## Panorama
El Cessna 177 fue diseñado a mediados de los 60 como respuesta de los ingenieros a la propuesta de crear "un sucesor futurista de los 70 para el Cessna 172". El nuevo avión presentaba avances tecnológicos y ala voladiza con perfil de flujo laminar. 
El modelo 177 de 1968 montaba inicialmente un motor de 4 cilindros de sólo 112 kW (150 hp). Además de la escasez de motor, sufría otros problemas tales como la tendencia a experimentar pérdidas aerodinámicas en la sección de cola. Comparado con el 172, apenas se vendió. El 177A era una revisión de 1969 con motor de 134 kW (180 hp) que situó al modelo entre el 172 y el 182. En 1970 fue presentada una versión de lujo designada como 177B Cardinal, caracterizado por un nuevo motor con 6 cilindros en V perfil alar, hélice de velocidad constante y otras mejoras como instrumentos para el vuelo sin visibilidad y refinamientos en la decoración interior..
La versión final del 177, el 177RG de tren retractable, empezó a producirse en 1971 como competidor directo del Piper PA-28-200R Cherokee Arrow y el Beechcraft Sierra. El RG contaba con un motor de 149 kW (200 cv) necesario para soportar el peso extra del sistema hidráulico de retracción del tren de aterrizaje. Los modelos construidos a partir de 1971 eran bastante mejores que los primeros, pero el Cardinal ya se había granjeado muchos detractores y no se vendió muy bien. A pesar de no haberse registrado fallo alguno, el 177 no fue precisamente uno de los éxitos de Cessna, y tanto el 177B como el 177RG dejaron de fabricarse en 1978. El mayor precio del modelo y pequeños detalles como mayores puertas que podrían no resistir si se abrían con fuertes vientos hicieron que el 172 mantuviese su popularidad en el mercado de la aviación general. De todos modos, hoy en día tanto el 177 como el 177RG son deseados, principalmente porque sus puertas más grandes hacen más fácil entrar a la cabina y por sus prestaciones más que razonables. 
El Cessna 177 y el 177RG están respaldados por varias asociaciones de amigos tales como la Cardinal Flyers Online o la Cessna Pilots Association.

## Especificaciones (Cessna 177B Cardinal)

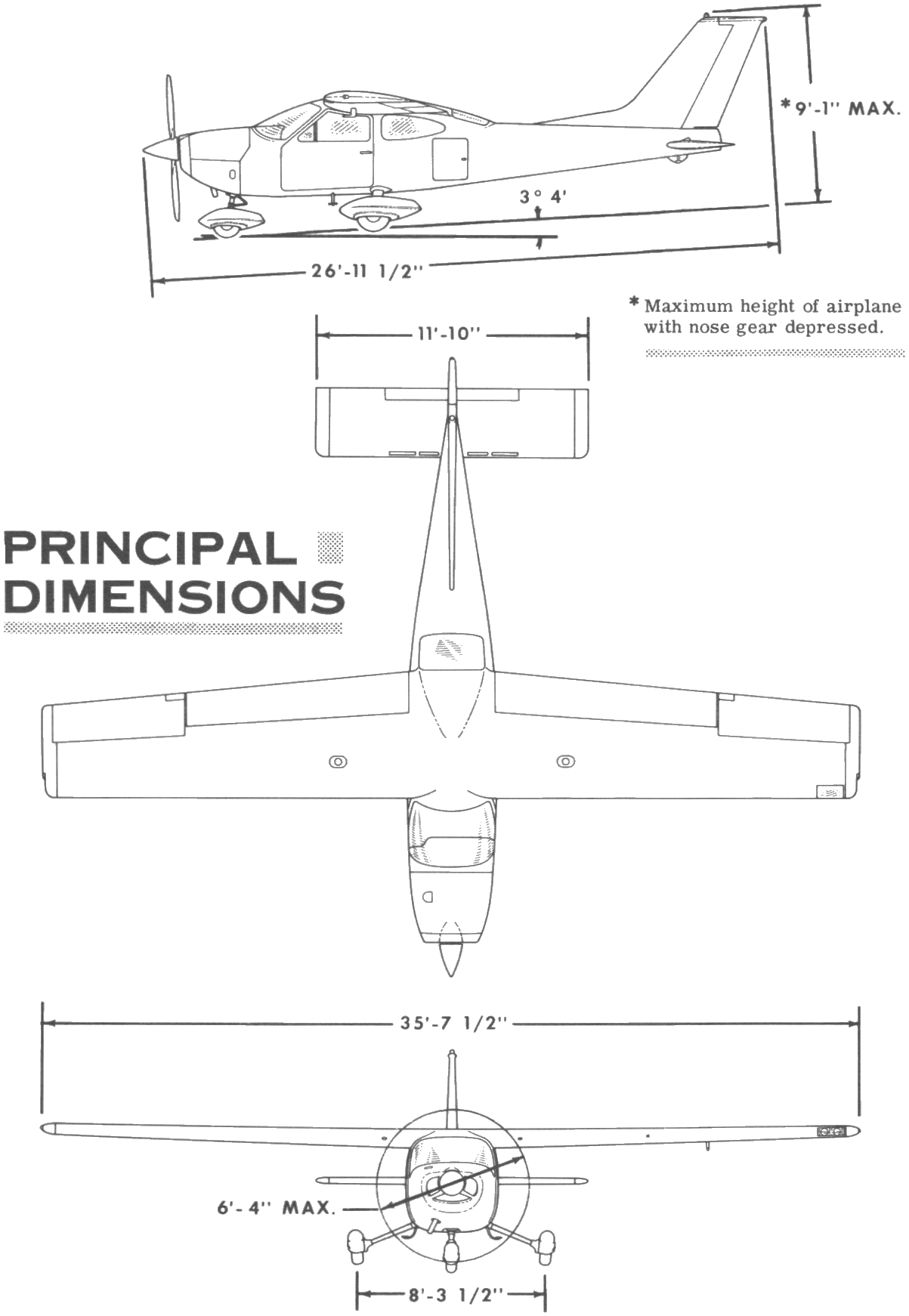
Cessna 177 Cardinal

### Características generales
- Tripulación: 1 piloto.
- Capacidad: 3 pasajeros.
- Longitud: 8,4 m (27,7 ft)
- Envergadura: 10,8 m (35,5 ft)
- Altura: 2,6 m (8,6 ft)
- Superficie alar: 16,2 m² (174,4 ft²)
- Peso vacío: 680 kg (1498,7 lb)
- Peso máximo al despegue: 1135 kg (2501,5 lb)
- Planta motriz: 1× motor de cilindros opuestos enfriado por aire Lycoming O-360-A1F6D.
  - Potencia: 134 kW (180 HP; 182 CV)
- Hélices: 1× bipala de velocidad constante Mc Cauley por motor.

### Rendimiento
- Velocidad máxima operativa (Vno): 250 km/h (155 MPH; 135 kt)
- Velocidad crucero (Vc): 230 km/h (143 MPH; 124 kt)
- Alcance: 1119 km (604 nmi; 695 mi)
- Alcance en combate: km
- Techo de vuelo: 4450 m (14 600 ft)